# Lycopodium
Lycopodium este un gen de plante erbacee perene, cunoscute și sub denumirea de brădișor, pedicuță sau cornișor, din familia Lycopodiaceae.
Există aproximativ 200 de specii, din care 37 de specii sunt răspândite pe scară largă în regiuni temperate și tropicale.
Specii
- Lycopodium aberdaricum
- Lycopodium alboffii
- Lycopodium alticola
- Lycopodium annotinum
- Lycopodium assurgens
- Lycopodium casuarinoides
- Lycopodium centrochinense
- Lypocodium cernuum
- Lycopodium clavatum
- Lycopodium confertum
- Lycopodium dendroideum
- Lycopodium deuterodensum
- Lycopodium diaphanum
- Lycopodium dubium
- Lycopodium fastigiatum
- Lycopodium gayanum
- Lycopodium hickeyi
- Lycopodium hygrophilum
- Lycopodium interjectum
- Lycopodium japonicum
- Lycopodium juniperoideum
- Lycopodium jussiaei
- Lycopodium lagopus
- Lypocodium lucidulum
- Lycopodium magellanicum
- Lycopodium minchegense
- Lycopodium obscurum
- Lycopodium paniculatum
- Lycopodium papuanum
- Lycopodium pullei
- Lycopodium scariosum
- Lycopodium selago
- Lycopodium simulans
- Lycopodium spectabile
- Lycopodium subarcticum
- Lycopodium taliense
- Lycopodium venustulum
- Lycopodium vestitum
- Lycopodium volubile
- Lycopodium zonatum